# Данкан-Фоллс (Огайо)
Данкан-Фоллс (англ. Duncan Falls) — переписна місцевість (CDP) в США, в окрузі Маскінґам штату Огайо. Населення — 898 осіб (2020).

## Географія
Данкан-Фоллс розташований за координатами 39°52′57″ пн. ш. 81°54′49″ зх. д. / 39.88250° пн. ш. 81.91361° зх. д. (39.882490, -81.913657).  За даними Бюро перепису населення США в 2010 році переписна місцевість мала площу 3,41 км², з яких 3,21 км² — суходіл та 0,20 км² — водойми.

## Демографія
Згідно з переписом 2010 року, у переписній місцевості мешкало 880 осіб у 353 домогосподарствах у складі 253 родин. Густота населення становила 258 осіб/км².  Було 385 помешкань (113/км²).
Расовий склад населення:
| - 98,6 % — білих - 0,5 % — чорних або афроамериканців - 0,1 % — азіатів |

До двох чи більше рас належало 0,6 %. Частка іспаномовних становила 0,1 % від усіх жителів.
За віковим діапазоном населення розподілялося таким чином: 26,1 % — особи молодші 18 років, 55,0 % — особи у віці 18—64 років, 18,9 % — особи у віці 65 років та старші. Медіана віку мешканця становила 39,0 року. На 100 осіб жіночої статі у переписній місцевості припадало 88,8 чоловіків;  на 100 жінок у віці від 18 років та старших — 83,1 чоловіків також старших 18 років.
Середній дохід на одне домашнє господарство  становив 51 497 доларів США (медіана — 47 679), а середній дохід на одну сім'ю — 59 007 доларів (медіана — 52 331). Медіана доходів становила 49 063 долари для чоловіків та 35 781 долар для жінок. За межею бідності перебувало 7,7 % осіб, у тому числі 8,8 % дітей у віці до 18 років та 0,0 % осіб у віці 65 років та старших.
Цивільне працевлаштоване населення становило 433 особи. Основні галузі зайнятості: освіта, охорона здоров'я та соціальна допомога — 21,2 %, мистецтво, розваги та відпочинок — 19,2 %, виробництво — 13,4 %, публічна адміністрація — 12,0 %.